# 巴拉諾夫島
巴拉諾夫島（英語：Baranof Island，又稱），有时也被称为斯特卡岛。是美國阿拉斯加州的島嶼，屬於亞歷山大群島的一部分，位于56°57′05″N 134°56′52″W，長109公里、寬48公里，面積4,162平方公里（1607平方英里），是美國第十大島嶼，最高點海拔高度1,643米，2000年人口8,532。全岛大部分属于锡特卡自治市鎮管辖（锡特卡还管辖奇恰戈夫岛的南半部分）。
该岛由俄国探险家尤里·费奥多罗维奇·利相斯基于1805年以俄国探险家亚历山大·安德烈耶维奇·巴拉诺夫之名命名，亚历山大群岛本身也是得名自他，當地原住民特林吉特人稱其為锡特卡岛（Sheet’-ká X'áat'l，十八世纪文献中拼为Sitcha），有时也简称为“锡”（Shee）。

## 地理

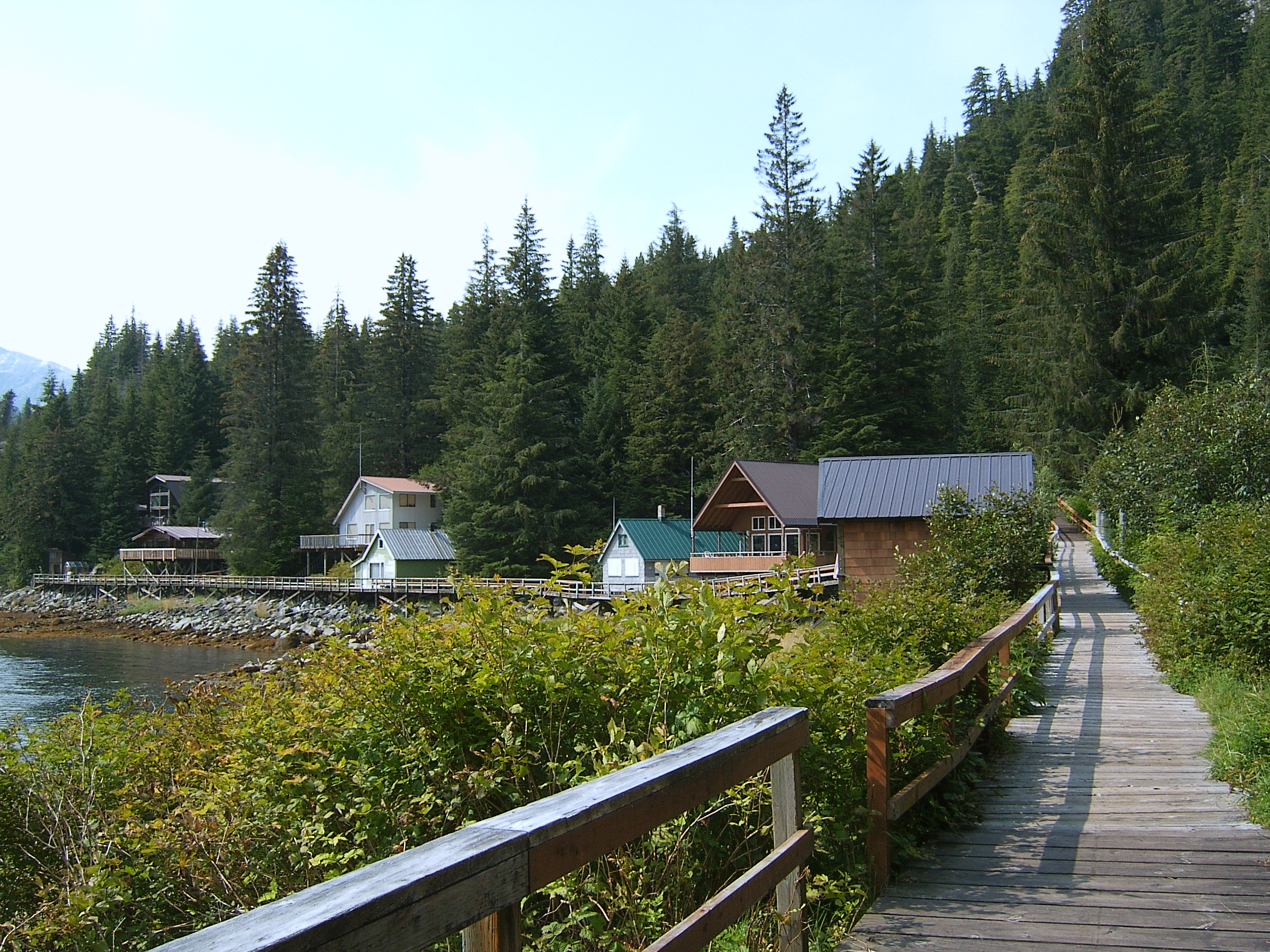
巴拉诺夫岛上的温泉

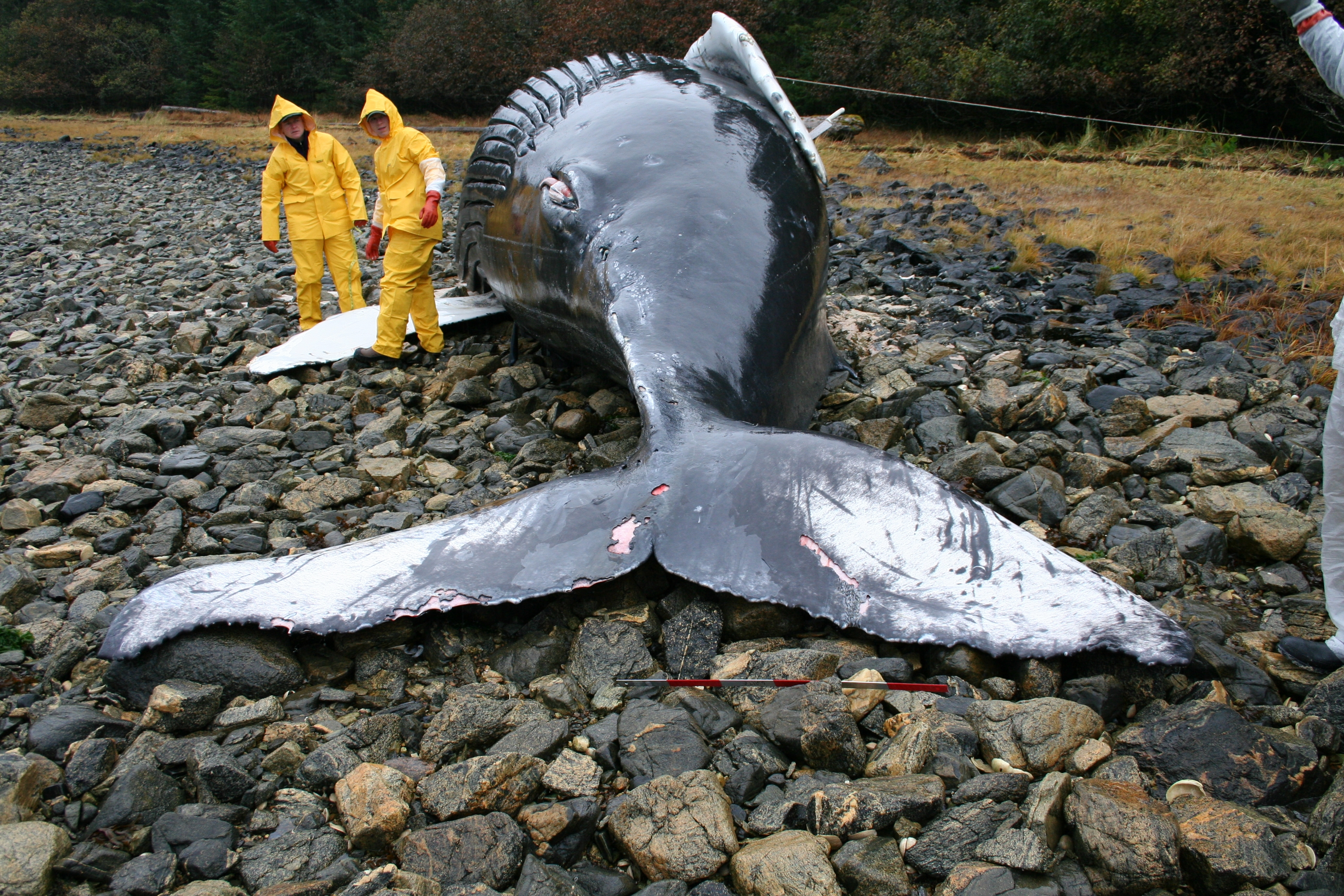
漂流至巴拉诺夫岛上的幼年大翅鲸

巴拉诺夫岛是亚历山大群岛中山势最险峻的岛屿，是美国第十大岛屿，也是阿拉斯加第八大的岛屿。全岛大部分属于锡特卡自治市鎮管辖，只有最东南一小部9.75平方公里的区域属彼得堡自治市镇管辖。锡特卡市区位于该岛西部沿岸。岛上东部的沃尔特港是阿拉斯加降雨量最高的地方，约6100毫米。

## 历史

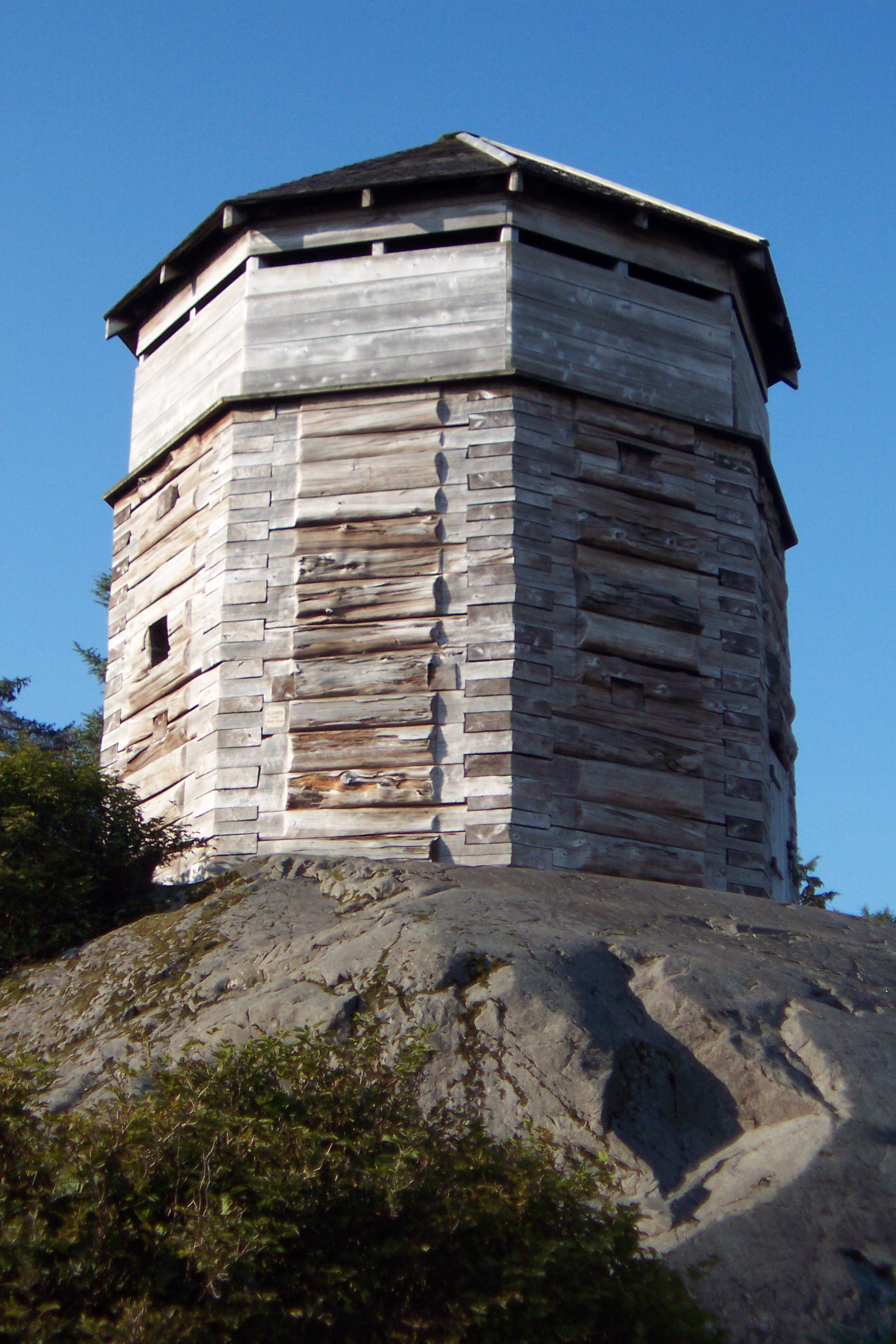
俄国在锡特卡修建的贸易据点塔楼，1962年重建的复制品

1799年，俄美公司主管、俄属美洲总督亚历山大·巴拉诺夫开始在该岛上建立首个欧洲人定居点，1804年，俄军及其在岛上的阿留申人代理在锡特卡之战中击败特林吉特人，此后俄国人在巴拉诺夫岛上建设了堡垒，命名为“新阿尔汉格尔斯克”（Ново-Архангельск）。新阿尔汉格尔斯克在1808年成为了俄属美洲的首府。
在19世纪前半叶，巴拉诺夫岛成为了俄罗斯在北美活动的中心，也是俄罗斯在毛皮贸易中的主要利益中心，至1860年代，海獭毛皮贸易逐渐衰退，最终1867年美国购下阿拉斯加。
1900年左右，岛上出现了少量采矿业，主要集中在锡特卡附近和巴拉诺夫岛北侧的罗德曼湾（Rodman Bay）。罐头厂、捕鲸站和养狐场曾遍布全岛，但其中大部分在第二次世界大战爆发后被遗弃，废弃的遗迹今日仍可见到。
在捕鲸业衰退之前，锡特卡都是美国阿拉斯加领地的首府，直至1906年首府转移至亚历山大群岛以东隔海峡相望的大陆上的朱诺。

## 外部連結
- Tlingit Geographical Place Names for the Sheet’Ka Kwaan — Sitka Tribe of Alaska, an interactive map of Sitka Area native place names.

56°57′05″N 134°56′52″W / 56.95139°N 134.94778°W